# Calle de Arnau d'Oms
La calle de Arnau d'Oms, está ubicada en el distrito barcelonés de Nou Barris. Inaugurada en 1926, tiene una longitud de un kilómetro. La calle es de sentido único, dirección norte. Se denominó así para honrar a Arnau d'Oms, caballero de los siglos XIV y XV que participó en las sesiones del Parlamento de Cataluña ente 1410 y 1412.